# Curno
Curno [ˈkurno] (Cüren [ˈkyɾɛn] in dialetto bergamasco) è un comune italiano di 7 547 abitanti della provincia di Bergamo in Lombardia.
Situato nell'hinterland di Bergamo ed attraversato dal fiume Brembo, dista 5 chilometri verso ovest dal centro del capoluogo orobico.

## Storia
Le origini del paese risalgono ad epoche molto lontane: si presume infatti che le prime presenze umane siano riconducibili all'età del bronzo, teoria suffragata dal ritrovamento di abitazioni palafitticole in prossimità delle rive del fiume Brembo.
Tuttavia soltanto nell'epoca romana queste assunsero le caratteristiche di un insediamento stabile, quando sul territorio si sviluppò un notevole accampamento, come si evince da altri importanti ritrovamenti riguardanti sepolture ed utensili risalenti al periodo augusteo.
Pare probabile che l'origine etimologica del nome risalga a quest'epoca: la voce latina Cornus starebbe infatti ad indicare un piccolo arbusto con bacche denominato appunto corniolo, allora molto presente. Vi è anche un'altra teoria, che vedrebbe il toponimo avere un'origine preromana, legata alla popolazione dei Liguri.
La vicinanza al capoluogo favorì ulteriormente lo sviluppo del borgo, che passò attraverso la dominazione dei Longobardi prima, e dei Franchi poi. Con questi ultimi si verificò lo sviluppo del feudalesimo, inserito nel contesto del Sacro Romano Impero. Come primo feudatario fu investito Garibaldo, vescovo della diocesi di Bergamo, come riportato nel primo documento in cui è scritto il nome di Curno risalente all'anno 857: la concessione venne confermata anche nei decenni seguenti e ribadita in atti del X secolo.
In piena epoca medievale, le dispute per il controllo del territorio erano all'ordine del giorno. Le fazioni guelfe e ghibelline funestavano difatti l'intera provincia con scontri e battaglie volte all'ottenimento della supremazia sugli avversari: anche Curno si ritrovò coinvolto in queste diatribe, tanto di dotarsi di numerose fortificazioni, tra cui anche due castelli, il più importante dei quali era sito distante dal centro abitato, in località Marigolda. Gli eventi videro alternarsi numerosi feudatari, tra i quali si distinse la famiglia De Longhi, citata in alcuni documenti risalenti alla prima metà del XIV secolo.
Il periodo feudale terminò con l'arrivo della Repubblica di Venezia, avvenuto nella prima metà del XV secolo, la quale attuò una politica lungimirante in ambito sociale ed economico, tanto da acquietare gli animi della popolazione.
La Serenissima donò poi parecchi terreni al condottiero Bartolomeo Colleoni, che tanti meriti ebbe nella difesa dei territori. Questo compì una serie di interventi volti al miglioramento della condizione agricola, tra i quali la costruzione di un canale irriguo, denominato Roggia Curna e tuttora esistente, per favorire l'agricoltura e sedare le controversie nate tra alcuni proprietari terrieri.
La dominazione veneta durò fino al 1797 quando vi subentrò la Repubblica Cisalpina, favorita dai moti rivoluzionari francesi. Questa ebbe vita breve dal momento che nel 1815 venne instaurato il Regno Lombardo-Veneto, inserito nell'impero austriaco. L'ultimo passaggio avvenne nel 1859 quando Curno, al pari di tutta la provincia, venne inserito nel neonato Regno d'Italia.
Tra il 1927 e il 1947 il comune di Curno ed il vicino comune di Mozzo furono uniti nel comune di Curdomo, il cui nome deriva dalle iniziali di Curno, Dorotina e Mozzo. Al 2023, i comuni di Mozzo e Curno risultano autonomi.
In tempi recenti, a partire dalla seconda metà del XX secolo, il comune ha subito profonde trasformazioni, perdendo la connotazione agricola e rurale che lo aveva caratterizzato nel corso dei secoli, lasciando sempre più spazio ad attività industriali e commerciali che ne hanno profondamente snaturato il territorio.

### Simboli
Lo stemma e il gonfalone sono stati concessi con decreto del presidente della Repubblica del 10 dicembre 1973.
Arma
L'anfora e il sesterzio sono tra i reperti rinvenuti nel 1968 in una necropoli romana risalente al I secolo a. C.; la pianta di corniolo pare abbia dato nome al paese. Le due torri ricordano i fortilizi esistenti nel Medioevo. L'ingranaggio simboleggia la trasformazione di Curno da centro agricolo a realtà industriale.
Gonfalone

## Monumenti e luoghi d'interesse
Sul territorio comunale si possono trovare alcuni edifici dall'alto valore storico risalenti al periodo medievale: in primo luogo il castello della Marigolda, edificato nel corso del XIV secolo e situato nell'omonima località posta sul confine con Mozzo, ora utilizzato per ricevimenti e cerimonie private e quello della carlinga, inserito più tardi in una costruzione civile. Inoltre fa bella mostra di sé una torre coeva, attorno alla quale fino a qualche decennio fa si sviluppava a raggiera il centro abitato.
Rimanendo in ambito storico, molto importante è la necropoli romana risalente al I secolo, casualmente scoperta in tempi recenti da alcuni ragazzi in località Case basse, nonché il ripostiglio di oggetti gallico-romani sito a campo Broletto.
Interessante è anche Cà Dorotina dotata di un portico con loggiato, resa celebre dal compositore Gaetano Donizetti, che amava recarvisi per trascorrere i suoi momenti di tranquillità.
Infine merita menzione la chiesa parrocchiale che, dedicata a Santa Maria Assunta, possiede un nucleo originale risalente al XIII secolo, anche se fu quasi completamente rifatta quattro secoli più tardi.

## Società

### Evoluzione demografica
Abitanti censiti

## Infrastrutture e trasporti
Curno è collegato con il capoluogo dalla SS342 Briantea, che conduce a Lecco e Como. Altre strade statali che attraversano il territorio comunale sono la SS470dir della Val Brembana, che lo collega all'Autostrada A4 ed alla Val Brembana, e la SS671 della Val Seriana, l'asse interurbano di Bergamo.
Le linee ferroviarie Bergamo-Lecco e Bergamo-Seregno attraversano il territorio comunale: le stazioni ferroviarie più vicine sono Ponte San Pietro (3 km) e Bergamo (5,5 km), oltre alla fermata di Bergamo Ospedale (2,2 km dal centro del paese); è in progetto la costruzione di una stazione ferroviaria sul territorio comunale, come parte dei lavori di raddoppio del binario singolo tra Bergamo e Curno stesso, in modo da servire più capillarmente il territorio attraversato. I lavori del raddoppio sono in programma a partire dal febbraio 2024, con conclusione e conseguente apertura della stazione di Curno nel novembre 2026.
È servito dalle linee di autobus ATB n. 8 (Ponte San Pietro-Bergamo-Seriate), n. 9 (Marigolda-Curno-Bergamo-Sorisole) e n. 10 (Almenno San Salvatore-Dalmine)

## Amministrazione

### Sindaci di Curno eletti direttamente dai cittadini
| Periodo | Periodo   | Primo cittadino    | Partito        | Carica  | Note |
| ------- | --------- | ------------------ | -------------- | ------- | ---- |
| 1993    | 2002      | Mario Bianchi      | Lega Nord      | Sindaco |      |
| 2002    | 2007      | Anna Maria Morelli | Centrosinistra | Sindaco |      |
| 2007    | 2012      | Angelo Gandolfi    | Centrodestra   | Sindaco |      |
| 2012    | 2017      | Perlita Serra      | Centrosinistra | Sindaco |      |
| 2017    | 2022      | Luisa Gamba        | Centrosinistra | Sindaco |      |
| 2022    | in carica | Andrea Saccogna    | Centrosinistra | Sindaco |      |